# NLite
De gratis programma's nLite en vLite worden gebruikt om aangepaste installatie-cd's van Windows XP, Windows 2000 en Windows Server 2003 (met nLite) en Windows Vista (met vLite) te maken. Nieuwere versies ondersteunen Windows 7 tot Windows 10.

## NLite en vLite gebruiken
NLite vraagt eerst om een Windows-installatie-cd en een tijdelijke map om bestanden vanaf de cd in te kopiëren. Hierna kan je de verschillende zaken selecteren die je wilt aanpassen aan de installatie. Dit zijn onder andere:
- Servicepacks integreren
- Patches integreren
- Drivers toevoegen
- Onderdelen van Windows, zoals Windows Internet Explorer, Windows Movie Maker en Windows Media Player verwijderen.

Andere opties zijn het veranderen van de programmabestandenmap van Windows, en het toevoegen van verschillende tweaks.

## Belang
De populariteit van nLite is het resultaat van een groeiende interesse bij computergebruikers in een licht besturingssysteem dat geen overtollige functies en bestanden bevat. Ditzelfde bewustzijn heeft ook verscheidene sites op het internet geïnspireerd.
NLite stelt gebruikers in staat om de grootte en het geheugengebruik van Windows drastisch terug te dringen en toch alle verlangde functionaliteit te behouden. Met een kleiner besturingssysteem kan de gebruiker meer van de rekenkracht van zijn pc wijden aan de effectieve programma's dan aan onnodige achtergrondtaken. Naast een kleiner besturingssysteem is een ander voordeel dat back-ups met Norton Ghost of Acronis True Image veel sneller gemaakt kunnen worden.